# توقع الحركة

مثال لتعاقب الصور تعطي وهم بأن الكرة تتحرك.

 توقع الحركة  هي عملية استنتاج سرعة وإتجاه عناصر في مشهد اعتمادًا على توقع البصري. على الرغم من أن هذه العملية تبدو واضحة بالنسبة لمعظم المراقبين، إلا أنه ثبت أنها قد تكون مشكلة صعبة من منظور حسابي، وصعبة الفهم للغاية بالنسبة إلى الجهاز العصبي. تدرس عمليات توقع الحركة في العديد من التخصصات، بما في ذلك علم النفس وطب الجهاز العصبي والفسيولوجيا العصبية والهندسة وعلوم الحاسب الآلي.

## وصلات خارجية
- Interactive Reichardt Detector
- University of Nottingham Visual Neuroscience
- McGill Vision Research
- Purves Lab
- Center for Vision Research
- iLab at the University of Southern California